# São Ponciano (diaconia)
São Ponciano (em latim, Sancti Pontiani) é uma diaconia instituída em 24 de novembro de 2007, pelo Papa Bento XVI por meio da bula papal Purpuratis Patribus.

## Titulares protetores
- Urbano Navarrete Cortés, S.J. (2007 - 2010)
- Santos Abril y Castelló (2012-2022); título pro hac vice (desde 2022)